# يوسف ساري
يوسف ساري (20 نوفمبر 1998 في فرنسا - ) هو لاعب كرة قدم فرنسي في مركز مهاجم ‏. لعب مع أولمبيك مارسيليا.

## وصلات خارجية
- يوسف ساري على موقع الاتحاد الأوربي (الإنجليزية)
- يوسف ساري على موقع اتحاد تركيا (لاعب) (الإنجليزية)
- يوسف ساري على موقع رابطة كرة القدم الفرنسية للمحترفين (الإنجليزية)
- يوسف ساري على موقع قاعدة بيانات كرة القدم.إي يو (الإنجليزية)
- يوسف ساري على موقع ليكيب (الفرنسية)
- يوسف ساري على موقع ناشيونال فوتبول تيمز (الإنجليزية)
- يوسف ساري على موقع Soccerway.com (الإنجليزية)
- يوسف ساري على موقع عالم كرة القدم.نت (الإنجليزية)